# Ehsan Ghaem Maghami
Ehsan Ghaem Maghami (in persiano احسان قائم مقامی‎; 12 settembre 1982) è uno scacchista iraniano.
Nel 2000, all'età di 18 anni, è diventato il primo iraniano a conseguire il titolo di Grande Maestro.
Dal 1997 al 2019 ha vinto 13 volte il Campionato iraniano di scacchi (record del campionato).

## Carriera
Nel 2000 quando ancora non aveva ottenuto il titolo di grande maestro, partecipa al Mondiale FIDE di Nuova Delhi/Teheran. Esce al primo turno contro il grande maestro tedesco Christopher Lutz.
Nel 2002 partecipa al Mondiale FIDE di Mosca e esce al primo turno contro il grande maestro russo Aleksandr Griščuk.
Nel 2004 partecipa al Mondiale FIDE di Tripoli, dove arriva al secondo turno, venendo sconfitto dal futuro vincitore del torneo Rustam Qosimjonov.
Nel 2005 partecipa alla Coppa del Mondo di Chanty-Mansijsk, dove esce al primo turno contro il grande maestro russo Evgenij Naer.
Nel 2007 partecipa alla Coppa del Mondo di Chanty-Mansijsk, dove esce al secondo turno contro il grande maestro armeno Vladimir Hakobyan.
Nel 2009 ottiene la wildcard presidenziale per partecipare alla Coppa del Mondo di Chanty-Mansijsk, ma esce al primo turno, di nuovo con Evgenij Naer.
Nel 2019 partecipa alla decima edizione della Coppa del Mondo, viene eliminato al primo turno da Yu Yangyi.
Nel 2021 in giugno vince il campionato della zona 3.1 con 6 punti su 7 e si qualifica alla Coppa del Mondo di scacchi 2021.

### Nazionale
Nel 2005 vince il bronzo nel Campionato asiatico a squadre di scacchi di Esfahan. In quel campionato vince l'oro individuale per le prestazioni in prima scacchiera, dove realizza 8 punti su 10.
Vince il bronzo ai Giochi asiatici di Doha 2006 e il bronzo nella cadenza rapid ai Giochi asiatici indoor e di arti marziali di Macao 2007.
Nel 2009 vince di nuovo il bronzo al Campionato asiatico a squadre di Calcutta e il bronzo ai Giochi asiatici indoor di Hanoi.

## Guinness dei primati
Il 9 febbraio del 2011 è entrato nel Guinness World Record per aver realizzato il record di avversari affrontati in una simultanea. Maghami ha giocato contro 604 avversari a Teheran, nel palazzetto dello sport della Shahid Beheshti University. L'esibizione è durata 25 ore, dalle 10:20 dell'8 febbraio alle 11:25 del giorno successivo. Il risultato è stato di +580 –8 =16. Erano presenti un arbitro internazionale e un funzionario della FIDE per controllare la regolarità dell'evento. Il record è stato omologato dal Guinness dei primati. Ehsan Maghami ha ricevuto in premio un'automobile dalla Mazda, sponsor dell'evento. Il precedente record apparteneva al grande maestro israeliano Alik Gershon, che aveva affrontato nell'ottobre del 2010 a Tel Aviv 523 avversari, vincendo 454 partite, pareggiandone 58 e perdendone 11.

## Controversie
Nel 2011 in ottobre viene escluso dal torneo Corsica Masters che si stava disputando a Bastia per essersi rifiutato di giocare il quarto turno contro il maestro internazionale israeliano Ehud Shachar per ragioni politiche. Una pratica molto diffusa tra gli sportivi della Repubblica Islamica dell'Iran, che non riconosce l'esistenza dello Stato di Israele.

## Vita privata
È sposato con il maestro internazionale femminile Shayesteh Ghaderpour.